# Mary Elizabeth Winstead
Mary Elizabeth Winstead (născută la 28 noiembrie 1984) este o actriță din Statele Unite, cunoscută pentru rolurile ei în filmele Final Destination 3, Black Christmas, Sky High și altele.

## Biografie

### Copilărie
Mary Winstead s-a născut în orașul Rocky Mount, situat la poalele Munților Stâncoși din statul Carolina de Nord, Statele Unite ca fiică a lui James Ronald Winstead și Betty Lou Knight; are patru frați mai mari (trei surori și un frate) și e o verișoară îndepărtată a actrței Ava Gardner. A crescut în orașul natal din Carolina de Nord și în Salt Lake City, Utah. Și-a dorit să fie balerină încă de la o vârstă fragedă așa că a urmat cursurile Școlii de Balet Joffrey din New York de la vârsta de 11 ani, și după scurt timp a început să urmeze cursuri de actorie. Atunci a început cariera ei în actorie.

### Carieră
Mary Winstead și-a început cariera de actriță la sfârșitul anilor 1990, apărând în episoade din serialele de televiziune Touched by an Angel și Promised Land, înainte să fie aleasă pentru rolul lui Jessica Bennett în serialul Passions  din anul 1999, primul ei rol important pe care l-a jucat până în 2000. Apoi a apărut în seriile scurte Wolf Lake, și în filmul creat pentru televiziune, Monster Island.
În anul 2005, Mary a făcut parte dintr-un mare ansamblu de actori adolescenți în filmul comercial de succes creat de Walt Disney Pictures, Sky High. În același an, a jucat rolul membrului unei familii evreiești aflată în destrămare. Filmul ei următor, Final Destination 3, a fost o producție horror lansată în februarie 2006 ce a adus casei de producție New Line Cinema încasări uriașe de peste 160 milioane USD (Mary a dat anterior interviu pentru a primi un rol și în Final Destination 2); actorul alături de care a jucat rolul principal a fost Ryan Merriman, care a apărut și în The Ring 2, un film în care Mary a avut un rol minor.
Mary a devenit celebră după rolul din Final Destination 3. I-a fost oferit unul din rolurile principale din Black Christmas, o reproducție după filmul horror din 1974 cu același nume. Mary l-a refuzat deoarece nu a dorit sa fie identificată cu astfel de roluri. Regizorul a convins-o mai târziu să accepte rolul lui "Heather Lee", un rol secundar. A jucat un rol și în producția Bobby pentru care a primit o nominalizare la premiile Screen Actors Guild pentru cel mai bun rol într-un ansamblu. Cel mai recent lansat film la care a participat este Factory Girl în care a jucat un rol minor al lui "Ingrid Superstar"
Alte proiecte ce urmează să fie lansate pe viitor sunt Grind House unde joacă rolul lui Lee. Are rolul secundar al lui "Lucy McClane" și în filmul Live Free or Die Hard care a apărut deja pe marele ecran în Los Angeles în octombrie și a fost lansat oficial la sfârșitul lui iulie 2007.
În februarie 2010, Winstead a fost selectată în rolul principal pentru paleontologul Dr. Kate Loyd în prequelul pentru filmul The Thing, care a fost regizat de Matthijs van Heijningen Jr.. Filmul a fost lansat pe 14 octombrie 2011.

## Filmografie
| An   | Titlu                                         | Rol                      | Note                              |
| ---- | --------------------------------------------- | ------------------------ | --------------------------------- |
| 2005 | The Ring Two                                  | Young Evelyn             | Doar în versiunea neevaluată      |
| 2005 | Checking Out                                  | Lisa Apple               |                                   |
| 2005 | Sky High                                      | Gwendolyn 'Gwen' Grayson |                                   |
| 2006 | Final Destination 3                           | Wendy Christensen        |                                   |
| 2006 | Bobby                                         | Susan Taylor             |                                   |
| 2006 | Factory Girl                                  | Ingrid Superstar         |                                   |
| 2006 | Black Christmas                               | Heather Lee-Fitzgerald   |                                   |
| 2007 | Grindhouse: Death Proof                       | Lee Montgomery           |                                   |
| 2007 | Live Free or Die Hard                         | Lucy Gennero-McClane     |                                   |
| 2008 | Make It Happen                                | Lauryn Kirk              |                                   |
| 2010 | Scott Pilgrim vs. the World                   | Ramona Victoria Flowers  |                                   |
| 2011 | The Thing                                     | Dr. Kate Lloyd           |                                   |
| 2012 | Abraham Lincoln: Vampire Hunter               | Mary Todd Lincoln        |                                   |
| 2012 | Smashed                                       | Kate Hannah              |                                   |
| 2013 | A Glimpse Inside the Mind of Charles Swan III | Kate                     |                                   |
| 2013 | A Good Day to Die Hard                        | Lucy Gennero-McClane     | Doar în versiunea cinematografică |
| 2013 | A.C.O.D.                                      | Lauren Stinger           |                                   |
| 2013 | The Spectacular Now                           | Holly Keely              |                                   |
| 2014 | Showing Up                                    | Herself                  | Documentar                        |
| 2014 | Alex of Venice                                | Alex Vedder              |                                   |
| 2014 | Faults                                        | Claire/Ira               | Și producător                     |
| 2014 | Kill the Messenger                            | Anna Simons              |                                   |
| 2016 | The Hollars                                   | Gwen                     |                                   |
| 2016 | 10 Cloverfield Lane                           | Michelle                 |                                   |
| 2016 | Swiss Army Man                                | Sarah                    |                                   |
| 2016 | So It Goes                                    | Samantha                 | Scurtmetraj; Post-producție       |

### Televiziune
| An           | Titlu                                   | Rol             | Note                                                                             |
| ------------ | --------------------------------------- | --------------- | -------------------------------------------------------------------------------- |
| 1997         | Touched by an Angel                     | Kristy          | Episodul: "A Delicate Balance"                                                   |
| 1998         | Promised Land                           | Chloe           | 2 episoade                                                                       |
| 1999-2000    | Passions                                | Jessica Bennett | Soap opera                                                                       |
| 1999         | The Long Road Home                      | Annie Jacobs    | Film TV                                                                          |
| 2000         | Father Can't Cope                       | Tara            | Pilot                                                                            |
| 2001–02      | Wolf Lake                               | Sophia Donner   | 10 episoade                                                                      |
| 2003         | Then Came Jones                         | Rina            | Film TV                                                                          |
| 2004         | Tru Calling                             | Bridget Elkins  | Episodul: "Closure"                                                              |
| 2004         | Monster Island                          | Madison         | Film TV                                                                          |
| 2014         | Exposed                                 | Anna Loach      | Film TV                                                                          |
| 2012         | The Beauty Inside                       | Leah            | 5 episoade                                                                       |
| 2015         | The Returned                            | Rowan Blackshaw | 9 episoade                                                                       |
| 2015         | Comedy Bang! Bang!                      | Rolul ei        | Episodul: "Mary Elizabeth Winstead Wears an A-Line Skirt and Pointy Black Boots" |
| 2016–present | Mercy Street                            | Mary Phinney    | 6 episoade                                                                       |
| 2016         | BrainDead                               | Laurel Healy    | Rol principal                                                                    |
| 2016         | Brad Neely's Harg Nallin Sclopio Peepio | TBA             | Animated sketch comedy                                                           |

### Videoclipuri
| An   | Titlu                  | Artist         |
| ---- | ---------------------- | -------------- |
| 2010 | "Love Your Flawz"      | Caitlin Crosby |
| 2014 | "Did We Live Too Fast" | Got a Girl     |

## Premii și nominalizări
| An   | Premiu                                   | Categoria                                                                               | Film                        | Rezultat     |
| ---- | ---------------------------------------- | --------------------------------------------------------------------------------------- | --------------------------- | ------------ |
| 2000 | Young Artist Award                       | Best Young Actress in a Daytime TV Series                                               | Passions                    | Nominalizare |
| 2001 | Young Artist Award                       | Best Young Actress in a Daytime TV Series                                               | Passions                    | Nominalizare |
| 2006 | Hollywood Film Festival                  | Best Ensemble Cast (shared with cast)                                                   | Bobby                       | Câștigat     |
| 2006 | Broadcast Film Critics Association Award | Best Cast                                                                               | Bobby                       | Nominalizare |
| 2006 | Screen Actors Guild Award                | Outstanding Performance by a Cast in a Motion Picture                                   | Bobby                       | Nominalizare |
| 2006 | Scream Award                             | Scream Queen                                                                            | Black Christmas             | Nominalizare |
| 2010 | IGN Movie Award                          | Best Ensemble Cast                                                                      | Scott Pilgrim vs. the World | Nominalizare |
| 2010 | Teen Choice Awards                       | Choice Actress Action                                                                   | Scott Pilgrim vs. the World | Nominalizare |
| 2012 | Independent Spirit Award                 | Best Female Lead                                                                        | Smashed                     | Nominalizare |
| 2012 | Phoenix Film Critics Society Award       | Best Actress                                                                            | Smashed                     | Nominalizare |
| 2013 | Dallas International Film Festival       | Shining Star Award for Best Actress                                                     | Smashed                     | Câștigat     |
| 2013 | Daytime Emmy Award                       | Outstanding New Approaches Original Daytime Program or Series (shared with cast & crew) | The Beauty Inside           | Câștigat     |